# 維費里希素數
若素数{\displaystyle p^{2}|2^{p-1}-1}，則稱為維費里希素数（Wieferich prime）。它最先在1909年阿圖爾·維費里希（Arthur Wieferich）有關費馬大定理的作品描述。
1909年，維費里希證明：{\displaystyle x,y,z}是整數同時{\displaystyle p}是質數使得{\displaystyle x^{p}+y^{p}+z^{p}=0}，並且{\displaystyle p\nmid xyz}，那麼{\displaystyle p}就是維費里希素数。
1910年Mirimanoff擴展這個定理，證明了若{\displaystyle p}符合上面的條件，{\displaystyle p|3^{p-1}}。
梅森數{\displaystyle M_{q}=2^{q}-1}的質因數{\displaystyle p}是維費里希素数若且唯若{\displaystyle p^{2}|2^{q}-1}，顯然，梅森質數不可能是維費里希素数。

## 尋找
現時已知的維費里希素数只有1093和3511（OEIS:A001220），由W. Meissner在1913年和N. G. W. H. Beeger在1922年各自發現。若有更大的存在，它必須大於{\displaystyle 1.25\times 10^{15}} 。雖然1988年J. H. Silverman證明若abc猜想成立，對於任何正整數{\displaystyle a>1}，存在無限個質數{\displaystyle p}使得{\displaystyle p^{2}\nmid a^{p-1}-1}；但「維費里希素数的數量有限」這個猜想仍未證實。